# Вратислав II из Пернштейна
Вратислав II из Пернштейна (чеш. Vratislav II. z Pernštejna) по прозванию Вратислав Великолепный (чеш. Vratislav «Nádherný»; 9 июля 1530, Вельке-Мезиржичи — 27 октября 1582, Линц, эрцгерцогство Австрия над Энсом) — чешский государственный деятель из влиятельного аристократического рода Пернштейнов, последовательный сторонник династии Габсбургов и католической партии. Высочайший канцлер Чешского королевства в 1566—1582 годах.

## Происхождение и молодые годы
Вратислав родился в семье моравского земского гетмана Яна IV из Пернштейна (ум. 1548), получившего прозвище Богатый, и его второй жены Гедвики из Шельмберка. Вратислав был средним из их троих сыновей, его старшего брата звали Ярослав (1528—1560), младшего — Войтех (1532—1561).
В последующей судьбе Вратислава важную роль сыграл габсбургский полководец Николаус II фон Сальм (ум. 1550), родственник его мачехи, который походатайствовал о принятии юного Вратислава к австрийскому двору в октябре 1543 года. В возрасте тринадцати лет Вратислав был отправлен отцом к венскому двору короля Чехии Фердинанда I Габсбургского, где был назначен в услужение к сыновьям императора, Фердинанду и Максимилиану, вместе с которыми в дальнейшем получил образование. Первоначально Вратислав служил чашником принца Фердинанда, вместе с которым зимой 1544/1545 годов побывал в Брюсселе.

## Придворная карьера
Вскоре после этого Вратислав перешёл чашником к принцу Максимилиану. В шестнадцатилетнем возрасте он вместе с Максимилианом принимал участие в Шмалькальденской войне против протестантов и, вероятно, присутствовал вместе с ним при знаменитой битве у Мюльберга в апреле 1547 года. В июне 1548 года Вратислав в составе свиты принца Максимилиана отправился из Аугсбурга через Милан и Геную в Испанию, где Максимилиан был назначен своим дядей императором на должность наместника Вальядолида (Кастилия). Там Вратислав провёл вместе с принцем следующие четыре года, исполняя придворные обязанности чашника, затем камердинера и, наконец, шталмейстера. В результате всего этого Вратислав получил богатый опыт придворной жизни и у него сложились близкие лично-доверительные отношения с будущим императором Максимилианом II. Кроме того, в Кастилии Вратислав освоил местный диалект испанского языка. За время жизни в Испании Вратислав несколько раз навещал родную Чехию: первый раз — весной 1549 года, после смерти своего отца, затем ещё не менее четырёх раз в течение следующих двух лет. При этом Вратислав из Пернштейна попутно исполнял функции посланника принца Максимилиана. В начале 50-х годов в Испании Вратислав принял католичество.
В апреле 1551 года двадцатилетний Вратислав был назначен главой делегации чешско-моравской знати из 23 панов и 30 представителей рыцарского сословия, в составе которой были такие представители знатнейших фамилий королевства как Вилем из Рожмберка, Захариаш из Градца, Адам из Швамберка, Ярослав Смиржицкий из Смиржиц и многие другие. Эта делегация была созвана для того, чтобы в июне того же года встретить в Генуе принца Максимилиана с женой Марией Испанской и двумя маленькими детьми на их пути из Барселоны, и торжественно сопроводить их в Австрию. Эта акция должна была продемонстрировать лояльность чешско-моравской знати Габсбургскому дому после чешского антигабсбургского восстания 1547 года. Задержавшийся в Испании Максимилиан с семейством прибыл в Геную только в ноябре. Далее с сопровождении делегации чешко-моравской знати, возглавляемой Вратиславом из Пернштейна, принц посетил Тридент, Мантую, Милан, Павию и добрался до Инсбрука только в январе 1552 года, где и распустил свой аристократический эскорт.
1 июня 1551 года Вратислав получил должность личного камердинера (коморника) принца Максимилиана. В декабре того же года Вратислав из Пернштейна вместе с Ярославом Смиржицким из Смиржиц были отправлены из Мантуи принцем Максимилианом с дипломатической миссией в Рим к папе Юлию III.
В 1552 году принц подарил ему богато украшенный церемониальный меч работы миланской мастерской Антонио Пиччинино, который ныне хранится в Музее истории искусств в Вене. По поручению Максимилиана Вратислав неоднократно выполнял различные дипломатические миссии. В 1554 году в Англии Вратислав в качестве представителя Максимилиана принимал участие в праздновании свадьбы Филиппа Испанского и королевы Марии I Тюдор. Успешно выполнив эту миссию, в январе 1556 года Антверпене Вратислав из Пернштейна в возрасте 25-ти лет первым из чешских аристократов был торжественно посвящён в рыцари ордена Золотого руна.
При дворе Вратислав вёл роскошный образ жизни, участвуя в турнирах и заказывая золотые и серебряные доспехи и посуду. Кроме того, Вратислав не чурался азартных игр,
зачастую проигрывая довольно крупные суммы (к примеру, в 1550 году он проиграл Генриху фон Плауэну 200 коп мейсенских грошей, что составило десятую часть его годового бюджета). В постоянных путешествиях Вратислава сопровождал его собственный двор, насчитывавший около 50 человек, на содержание которого ежегодно было необходимо более 500 талеров.
В январе 1560 года Вратислав в качестве дипломатического представителя находился в Гвадалахаре и вновь присутствовал на свадьбе короля Филиппа Испанского, на этот раз, с Елизаветой Валуа. В том же году умер старший брат Вратислава Ярослав из Пернштейна, к концу жизни полностью обанкротившийся и уехавший в Венгрию, пытаясь укрыться от кредиторов. По ходатайству Вратислава король Фердинанд I передал отягощённое долгами Пардубицкое панство Ярослава своему сыну Максимилиану, расплатившись при этом с кредиторами; остатки имущества Ярослава были распроданы с аукциона. На Вратислава перешла обязанность по выплате жене брата вдовьей доли в размере 25 тысяч гульденов, которую он постепенно выплачивал вплоть до 1567 года, но так полностью и не выплатил.
В 1562—1566 годах Вратислав из Пернштейна занимал при дворе Максимилиана должность высочайшего шталмейстера, которую до него занимал его брат Ярослав. В этой должности Вратислав, помимо прочего, занимался закупкой породистых испанских скакунов, истинным ценителем которых являлся. Братья Пернштейны даже устроили специальные питомники для разведения испанских лошадей в Пардубице и Кладруби. В июле 1564 года покровитель Вратислава, принц Максимилиан Габсбургский, занял чешский престол после смерти своего отца Фердинанда. Став королём, Максимилиан в июне 1565 года заручился согласием Чешского земского сейма на отправку чешских войск против армии султана Сулеймана II, угрожавшей Венгрии. В середине августа 1566 года чешское войско в количестве более трёх тысяч всадников под предводительством Вилема из Рожмберка и Вратислава из Пернштейна выступило из Вены в сторону Венгрии. По неизвестным причинам это войско остановилось у пограничной крепости Рааб и не приняло участия в последовавшем сражении при Сигете.
Ещё в 1564 году Максимилиан отправил своих старших сыновей Рудольфа и Эрнста в Испанию; гофмейстером при них Максимилиан собирался назначить Вратислава из Пернштейна, однако он как раз в то время заболел и гофмейстером стал Адам фон Дитрихштейн. После гибели Яхима из Градца в декабре 1565 года Вратислав по воле короля занял освободившийся пост высочайшего канцлера Чешского королевства. После этого Вратислав переехал в Пражский град.
Пользуясь безусловным доверием Максимилиана II, Вратислав продолжал выполнять важнейшие дипломатические миссии. После смерти польского короля Сигизмунда Августа 7 июля 1572 года Вратислав из Пернштейна вместе с Вилемом из Рожмберка возглавил торжественное посольство в Варшаву, имевшее целью убедить элекционный сейм избрать главой Речи Посполитой габсбургского кандидата. Участие в этом посольстве обуславливалось в том числе тем, что Вратислав владел польским языком. К слову сказать, в семье Вратислава и его жены Марии преобладали испанские язык и культура — в том же году испанский посол в Праге отмечал, что Вратислав скорее испанец, чем чех. Кроме того, Вратислав, очевидно, свободно владел немецким языком, поскольку именно он перевёл на чешский тронную речь Рудольфа II, произнесённую им при вступлении на чешский престол в 1575 году.

## Управление имениями и последние годы
После смерти отца Вратислав с братьями унаследовали в совместную собственность его обширные владения, обременённые не менее обширными долгами. Совместные владения Пернштейнов, унаследованные после смерти Яна Богатого, постепенно были поделены между тремя братьями. В 1552 году из совместных имений была выделена доля Войтеха (он получил треть земельных владений с центром в Простеёве), а весной 1555 года оставшиеся имения были разделены между Ярославом и Вратиславом: Ярослав получил чешские земли семьи с центром в Пардубице, Вратиславу же, помимо прочего, достались моравские панства с центрами в Тршебиче и Жидлоховице, а также часть фамильного Пернштейнского панства вместе с местечком Доубравник, в котором находилась родовая усыпальница Пернштейнов.
Финансовые затруднения очень скоро вынудили Вратислава начать постепенно распродавать имения, полученные после раздела отцовских владений. Уже в 1555 году он продал местечко Мержин, два года спустя — замок Лоука, а в 1558 году — и Тршебичское панство. Стремясь поправить свои финансовые дела, в 1556 году Вратислав передал своему брату Войтеху свою часть Пернштейнского панства в обмен на панства Кршижанов, Товачов и, возможно, Пршеров. По всей видимости, ещё до 1561 года Вратиславом были распроданы панства Грушовани, Кршижанов и Жидлоховице. После продажи Жидлоховице Вратислав изменил свою полную подпись на «Вратислав из Пернштейна и на Товачове» (ранее он подписывался «и на Жидлоховице»). Таким образом, в 60-х годах во владении Вратислава остались лишь моравские панства Товачов и Пршеров, вероятно, также обременённые долгами. Кроме того, у Вратислава оставалось право на выкуп чешского панства Ланшкроун, с 1553 года находившегося в залоге.
В 1561 году неожиданно умер младший брат Вратислава Войтех II, в результате чего Вратислав унаследовал обширные земли в Моравии, включая Простеёв, Плумлов и Пернштейн, что на некоторое время сгладило его финансовые затруднения. Вратислав II перенёс свою резиденцию в Простеёв, поскольку моравские панства теперь приносили ему основной доход. В том же году Вратислав выкупил из залога Ланшкроун, а три года спустя прикупил ещё и соседнее панство Ланшперк. Постоянная нехватка денег заставляла Вратислава занимать даже у своих подданных. В 1564 году Вратислав за вознаграждение предоставил своему городу Нове-Место-на-Мораве право ограниченного самоуправления, а через год продал ему Митровское панство с замком, пустующим двором и четырнадцатью деревнями. Доходило и до того, что приходилось закладывать венским евреям столовое серебро и ювелирные изделия (такое, к примеру, имело место в 1565 году). Помимо названных, во владении Вратислава находились небольшие моравские имения Бистршице-над-Пернштейнем (также получившее права города от Вратислава из Пернштейна), Йимрамов, Митров, Нове-Место-на-Мораве, Коетин, Тлумачов и Кралице-на-Гане.
В 1567 году король Максимилиан Габсбургский решил вознаградить Вратислава за многолетнюю верную службу и передал ему в залог на двадцать лет Литомишльское панство — одно из крупнейших земельных владений на территории Чехии — которым ранее, также на праве залога, владел вртиславов брат Ярослав (в дальнейшем король Рудольф Габсбургский продлил Вратиславу из Пернштейна срок залога Литомишльского панства ещё на 5 лет). С тех пор Литомишль, приносивший Вратиславу существенные доходы, вместе с соседними панствами Ланшперк и Ланшкроун составил главную основу экономической мощи рода Пернштейнов. Кроме продления срока залога король Максимилиан выделил Вратиславу пять тысяч гульденов на восстановление Литомишльского замка, пришедшего к тому времени в полное запустение.
Вместо простой реконструкции Литомишльского замка Вратислав из Пернштейна начал на его месте дорогостоящее строительство совершенно новой представительной резиденции, соответствовавшей современным потребностям и новейшим архитектурным представлениям того времени. Строительство было поручено ренессансному архитектору североитальянского происхождения Джованни Батисте Аосталли де Сала (1510—1575), состоявшему на службе у императора. Краеугольный камень был заложен 18 марта 1568 года. После смерти Джованни Аосталли в 1575 году Вратислав пригласил возглавить строительство его родственника Ульрико Аосталли (ум. 1597), который в целом завершил возведение нового Литомишльского замка к 1581 или 1582 году. Весь период строительства ощущалась острая нехватка финансирования, в результате чего приходилось прибегать к новым кредитам и даже использовать так называемые «сиротские деньги». На строительстве были заняты работники не только Литомишльского, но и соседних Ланшперкского и Ланшкроунского панств, кроме того, использовался труд заключённых. На первом этапе строительства (1568—1573) было возведено западное крыло замка с аркадами во внутреннем дворе, щипцами и сграффитовыми фасадами, а также был разбит обширный сад. На следующем этапе было реконструировано восточное крыло замка и выстроена замковая капелла Святой Моники, Святого Архангела Михаила и Святого Якуба. Капелла была возведена в позднеготическом стиле под руководством жены Вратислава II Марии Манрике де Лара и 25 июля 1577 года освящена архиепископом Праги Антонином Брусом из Могельнице. Последним был перестроен старый средневековый дворец в северной и северо-восточной частях замка. Результатом строительства, потребовавшего от Вратислава из Пернштейна столь существенных затрат и усилий, стало создание жемчужины не только чешской, но и мировой архитектуры, в настоящее время являющейся частью всемирного наследия ЮНЕСКО.
Литомишльский замок стал главной провинциальной резиденцией Вратислава II и его потомков, однако Вратислав не забывал и другие свои резиденции. По его указанию была проведена реконструкция Простеёвского замка, в 70-х годах недалеко от Литомишля под руководством Ульрико Аосталли для Марии Манрике де Лары был построен небольшой охотничий замок, получивший название Мендрика, обширные строительные работы проводились в пернштейновских резиденциях в Пршерове и Товачове. Во время банкротства своего брата Ярослава из Пернштейна Вратислав выкупил принадлежавший брату с 1554 года дворец на улице Иржска в Пражском Граде, рядом с Чёрной башней (в дальнейшем эта резиденция стала известна как Лобковицкий дворец). После вступления Вратислава в должность высочайшего канцлера королевства этот дворец, в то время называвшийся Пернштейнским, стал его основной резиденцией, которую Вратислав также существенно перестроил на современный ренессансный манер (точнее, завершил реконструкцию, начатую его братом Ярославом). Помимо прочего, при нём во дворце была возведена капелла Пресвятой Девы Марии и Святой Елизаветы, освящённая в 20 августа 1577 года пражским архиепископом Антонином Брусом
После 1576 года у Вратислава из Пернштейна вновь начались финансовые затруднения и, кроме того, поползли недобрые слухи, что Вратислав использует свой пост высочайшего канцлера королевства в корыстных целях. Вероятно, всё это подорвало здоровье Вратислава II и 20 октября 1582 года он внезапно скончался во время путешествия по Дунаю вблизи Линца. Его тело было похоронено в семейной гробнице Пернштейнов в костёле Воздвижения Святого Креста в Доубравнике, однако через год его вдова организовала перезахоронение останков мужа в соборе Святого Вита, Вацлава и Войтеха в Праге.

## Семья
14 сентября 1555 года в Вене Вратислав из Пернштейна женился на Марии Максимилиане Манрике де Лара-и-Мендоса (ок. 1538—1608), фрейлине при венском дворе инфанты Марии Испанской, жены принца Максимилиана. Мария Максимилиана происходила из испанского аристократического рода Уртадо де Мендоса, ветви кастильского клана Мендоса; она родилась в семье дона Гарсии Манрике де Лара-и-де-Сильва (1490?—1565?), военачальника императора Карла V в Италии, губернатора Абруццо и Пьяченцы, и его жены Исабель Брисеньо-и-Аревало (ум. 1567), дочери графа Кристофоро Брисеньо.
Брак Вратислава II с Марией Манрике де Лара-и-Мендоса продлился 27 лет, в нём родилось, по разным данным, от двадцати до двадцати двух детей. По подтверждённой информации, у Вратислава и Марии родилось семь сыновей и тринадцать дочерей, многие из которых умерли в раннем возрасте. Первым ребёнком стала Йогана (Хуана), родившаяся 17 июня 1556 года; её крёстным отцом стал сам король Фердинанд I. Следующей 6 ноября 1557 года родилась Альжбета (Элишка или Исабела). Её крёстными стали эрцгерцог Максимилиан и его жена Мария Испанская. После этого родилось ещё две дочери — Гедвика (1 июня 1559) и Ипполита (1560), вероятно, умершие в раннем возрасте до или около 1564 года. Наконец, 30 июля 1561 года в Вене Мария родила долгожданного сына, получившего имя Ян. Одним из крёстных Яна стал эрцгерцог Карл Штирийский.
Далее опять родилось две дочери подряд: в 1562 году в Праге родилась Анна-Мария, а в следующем году в Вене родилась Анна; обе умерли до 1572 года. Две дочери, родившиеся после них, Франтишка (ок. 1565) и Поликсена (1566), дожили до глубокой старости. Следующим родился мальчик (вероятно, в 1567 году), названный Вилемом, который умер маленьким до 1572 года. Ещё шестеро позднее родившихся детей также умерли в очень раннем возрасте: Вацлав (1567 или 1569? — после 1572), Беатрикс (род. 1572?), Вратислав (род. 1573?), Войтех (род. 1574?), Элеонора (род. 1576?), Франтишек (род. после 1579). Несколько других детей, родившихся в тот же период, достигли взрослого возраста: Эльвира (род. ок. 1571), Луиза (род. 1574?), Максимилиан (род. 1575) и Бибиана (род. 1579).